# مسجد روستوف (قوبا)
مسجد قرية روستوف: هو معلم تاريخي معماري تم بناؤه في 1903 في قرية روستوف (قوبا) بمقاطعة قوبا بمساعدة زين العابدين تاجيف.